# Enyalioides anisolepis
La lagartija de palo de escamas ásperas (Enyalioides anisolepis) es una especie de lagarto de la familia Hoplocercidae endémica del sur de Ecuador y norte de Perú.